# Vierge d'or d'Essen

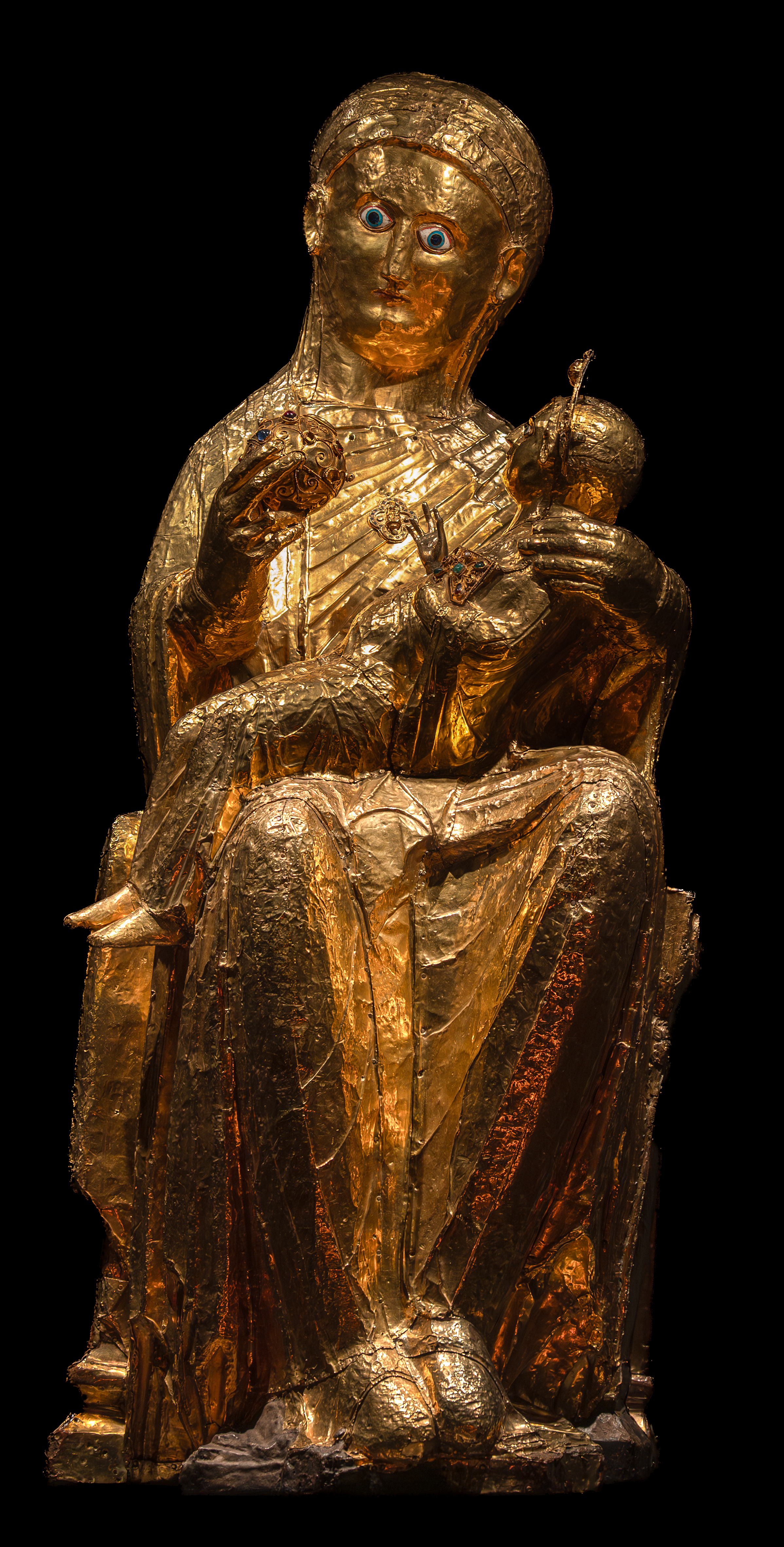
La Vierge d'or d'Essen.

La Vierge d'or d'Essen est une représentation de Marie conservée dans le trésor de la cathédrale d'Essen. 

## Présentation
La Madone en or est réalisée avant l'an mille, vers 980. C'est une commande de l'abbesse Mathilde, membre de la famille impériale ottonienne.
C'est la plus ancienne Vierge à l'Enfant en ronde-bosse conservée. Elle peut être considérée comme un objet d'art ou comme une sculpture puisqu'il s'agit d'une âme de bois de peuplier recouverte de feuilles d'or. C'est une des œuvres majeures de l'art ottonien.  
Aujourd'hui, c'est autant un objet de vénération qu'un symbole identitaire pour les habitants de la Ruhr.  